# Conrad Dietrich Magirus

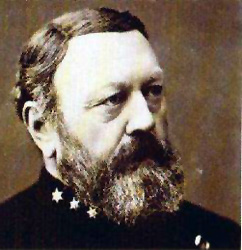
Conrad Dietrich Magirus

Conrad Dietrich Magirus (* 26. September 1824 in Ulm; † 26. Juni 1895 ebenda) war ein deutscher Feuerwehrpionier und Unternehmer. Er gilt als Erfinder der fahrbaren Feuerleiter.

## Leben und Werk
Magirus wurde am 26. September 1824 als Sohn des Kolonialwarenhändlers und Manufakturbesitzers Conrad Dietrich Magirus (1783–1868) und der Susanna Christina Hocheisen (1798–1836) in Ulm geboren. Sein Großvater war der Senator Konrad Heinrich Magirus (1745–1818). Seine Großmutter war Magdalena Ursula Faulhaber (1752–1813), eine Nachkommin des Ulmer Gelehrten und Mathematikers Johannes Faulhaber. Während seiner kaufmännischen Ausbildung verbrachte Magirus sieben Jahre in Neapel.
Noch in der ersten Hälfte des 19. Jahrhunderts übernahm Magirus die Leitung der Ulmer Turnerschaft. Die Turner waren es auch, aus denen Magirus 1846 den ersten offiziellen Feuer-Spritzenzug der Stadt Ulm zusammensetzte, der sich fortan um den Brandschutz in der Donaustadt erfolgreich bemühte. 1850 übernahm er dann das väterliche Geschäft in Ulm, und es erschien sein Buch „Alle Theile des Feuer-Lösch-Wesens“, in dem er u. a. ausführte:

„Der höchste Zweck der Feuerwehr ist die Menschenrettung. Unbegreiflicher Weise wurde aber gerade in dieser Beziehung an manchen Orten bis jetzt gar nichts gethan, obgleich im Laufe der letzten 20 Jahre die Einwohner verschiedener Städte das entsetzliche Schauspiel erlebten, daß sich ganze Familien aus den oberen Stockwerken herabstürzten, um dem qualvollern Feuertode zu entgehen. In früheren Jahren waren die Hülfsmittel allerdings weniger bekannt, seit aber verschiedene Städte durch ihre Einrichtungen als Muster dienen können, ist der Hülferuf eines jeden Unglücklichen, der wegen mangelhafter Einrichtung nicht gerettet werden kann, eine schwere Anklage der Behörden, deren Pflicht es gewesen wäre, für bessere Anstalten zu sorgen.“

Aufgrund der Erfolge seiner Bemühungen um den Brandschutz in Ulm wurde Magirus im Jahr 1853 zum Kommandanten der Freiwilligen Feuerwehr Ulm ernannt. In dieser neuen Aufgabe ging Magirus völlig auf: Er stellte einen zweiten Löschzug auf die Beine und beschäftigte sich mit der technischen Verbesserung der Feuerlöschgeräte sowie mit der besseren Organisation des Feuerlöschwesens. Als im Jahr 1862 zur Vertretung der Interessen des Feuerlöschwesens in ganz Deutschland ein Fünferausschuss ernannt wurde, wurde, wurde Magirus zu einem der Mitglieder gewählt.
Magirus entwarf u. a. verschiedene Leiterkonstruktionen für Feuerwehrzwecke. Durch seine Tätigkeit in der Ulmer Feuerwehr kam er auf die Idee, fahrbare Feuerwehrleitern zu bauen. Spätestens dadurch wurde er zu einem Pionier des modernen Feuerlöschwesens: 1864 wurde Magirus Kommanditist der neu gegründeten „Gebr. Eberhardt offene Handels- und Kommanditgesellschaft“, die Feuerwehrgeräte herstellte und vertrieb. Nach Unstimmigkeiten zwischen Magirus und den Gebrüdern Eberhardt gründete Magirus dann 1866 seine eigene Firma, der er den Namen „Feuerwehr-Requisiten-Fabrik C. D. Magirus“ gab. Dort stellte er Leitern und Feuerspritzen her.

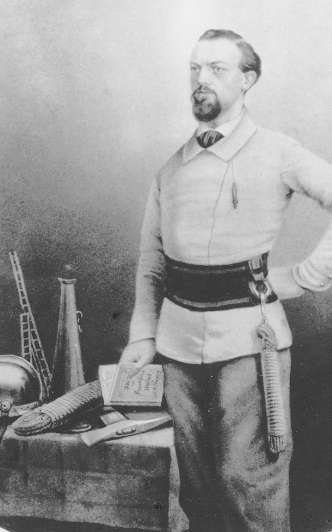

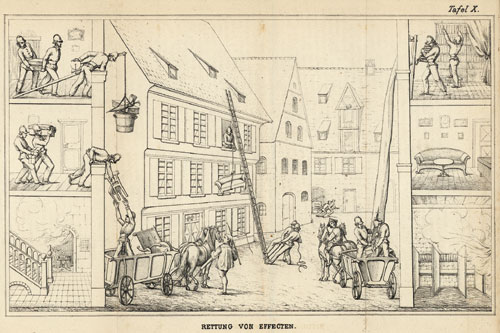
„Rettung von Effecten“, Illustration zu Magirus' Buch „Alle Theile des Feuer-Lösch-Wesens“, 1850 im Selbstverlag erschienen

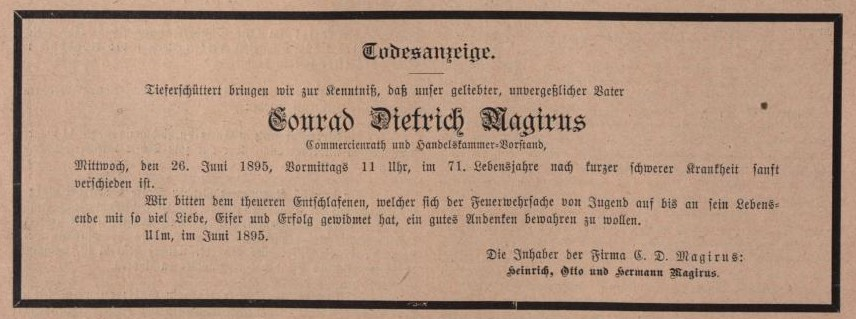
Todesanzeige von C. D. Magirus in der Zeitschrift Feuerwehr-Signale

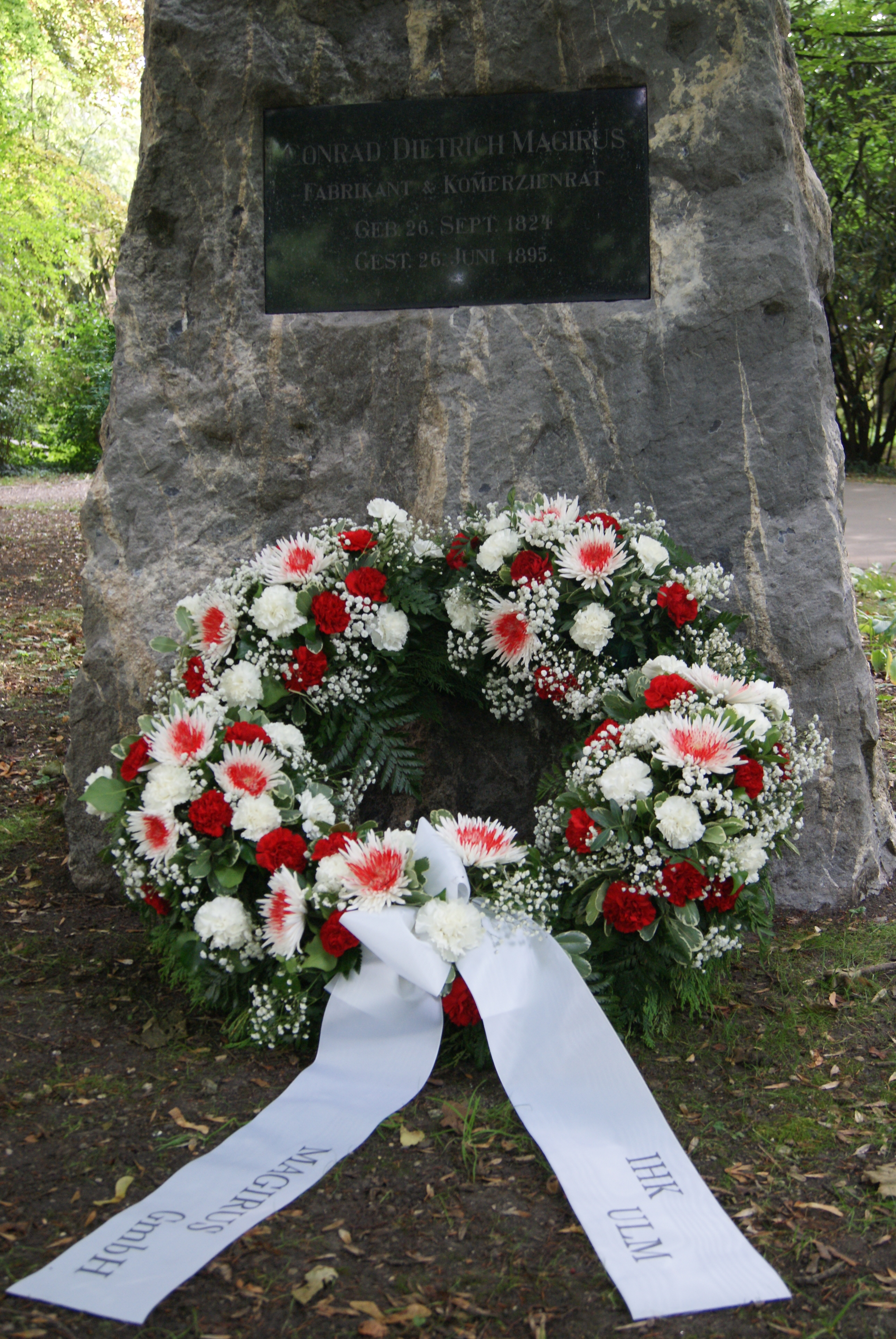
Grab von C. D. Magirus in Ulm

Am 26. Juni 1895 starb Conrad Dietrich Magirus. Zu diesem Zeitpunkt hatte er die Leitung seines Unternehmens bereits in die Hände seiner Söhne Heinrich, Otto (* um 1857; † Juni 1939) und Hermann Magirus gelegt (bereits seit 1887). Ab 1909 hieß die von ihm gegründete Firma dann „Feuerwehrgeräte- und Fahrzeugfabrik C. D. Magirus“; 1911 wurde diese dann in die „C. D. Magirus AG“ umgewandelt. Aus dieser wiederum gingen die spätere Nutzfahrzeugmarke Magirus-Deutz und das Unternehmen Magirus GmbH hervor, das heute noch in Ulm Feuerlöschtechnik produziert.
Frühe Meilensteine der Produktion bei Magirus waren:
- 1872: Eine freistehend besteigbare 2-Rad-Schiebeleiter
- 1892: Die erste Magirus-Drehleiter, die von Pferden gezogen wurde und eine Steighöhe von 25 Metern hatte
- 1903: Die erste selbstfahrende Dampffeuerspritze
- 1904: Die erste Drehleiter mit vollautomatischem Antrieb[5]

## Deutscher Feuerwehrverband
Am 10. Juli 1853 gründete Magirus mit zehn Feuerwehrvertretern aus dem süddeutschen Raum in Plochingen im „Gasthaus zum Waldhorn“ den noch heute bestehenden Deutschen Feuerwehrverband.
Am 19. Juni hatte Magirus in der Zeitung Schwäbischer Merkur zu einer Zusammenkunft der Vorstände sämtlicher Feuerwehren Württembergs eingeladen. Zehn Feuerwehrkommandanten nahmen an der Versammlung teil und beschlossen die Gründung eines Vereins. Zum Meinungsaustausch sollte regelmäßig ein Feuerwehrtag stattfinden. Beim vierten Deutschen Feuerwehrtag 1860 im Mainz nahmen 45 Feuerwehren teil, beim fünften Deutschen Feuerwehrtag 1862 in Augsburg waren es rund 2000 Vertreter von bereits 135 Feuerwehren.

## Würdigung
In seiner Heimatstadt Ulm ist eine Straße nach Magirus benannt: Die Magirusstraße verbindet die Sedanstraße mit der Blaubeurer Straße, in der sich ein Werk von Magirus befand. Auch in anderen Städten gibt es Magirusstraßen, z. B. in Stuttgart und Berlin. Ein Wagen der Straßenbahn Ulm trägt seinen Namen.
Seit 2012 wird von der Magirus GmbH jährlich der Conrad-Dietrich-Magirus-Preis für das „Feuerwehrteam des Jahres“ vergeben.

## Trivia
Der Name „Magirus“ leitet sich von altgriechisch μάγειρος mágeiros, deutsch ‚der Knetende, Brotbackende, Koch‘ ab. Diesen Namen nahm der Theologe Johannes Koch (dann Johannes Magirus) im 16. Jahrhundert an, als griechisch klingende Namen unter den Gelehrten der Zeit Mode waren (z. B. Philipp Melanchthon, eines der bekanntesten Beispiele hierfür).

## Veröffentlichungen
- Alle Theile des Feuerlöschwesens. Mit 100 lithographischen Abbildungen. 2. Auflage. J. B. Metzler’sche Buchhandlung, Stuttgart 1851.[10]